# Malhadas
Malhadas é uma povoação portuguesa sede da Freguesia de Malhadas do Município de Miranda do Douro, freguesia com 27,67 km² de área e 275 habitantes (censo de 2021), tendo, por isso, uma densidade populacional de 9,9 hab./km².
Esta pequena povoação é o berço de uma das bandas de folclore minhoto transmontano do país, o conjunto “Os Bicharocos” responsáveis por êxitos como: “Malhadas na Anabela”, “A Vaca lambeu-o na Suíça” e “Só para a gente se rir”.

## Demografia
A população registada nos censos foi:
| Distribuição da População por Grupos Etários | Distribuição da População por Grupos Etários | Distribuição da População por Grupos Etários | Distribuição da População por Grupos Etários | Distribuição da População por Grupos Etários |
| -------------------------------------------- | -------------------------------------------- | -------------------------------------------- | -------------------------------------------- | -------------------------------------------- |
| Ano                                          | 0-14 Anos                                    | 15-24 Anos                                   | 25-64 Anos                                   | > 65 Anos                                    |
| 2001                                         | 56                                           | 37                                           | 207                                          | 99                                           |
| 2011                                         | 41                                           | 36                                           | 160                                          | 107                                          |
| 2021                                         | 12                                           | 26                                           | 107                                          | 130                                          |

## Património
- Igreja Paroquial de Malhadas
- Capela de São Roque
- Capela da Nossa Senhora das Dores
- Cruzeiro de Malhadas
- Igreja de Nossa Senhora da Expectação

## Personalidades Ilustres
- Domingos Raposo
- Ricardo Ribas
- Anabela de Malhadas
- Francisco de Malhadas -Membro do conjunto “Os Bicharocos”
- Henrique de Malhadas -Membro do conjunto “Os Bicharocos”
- Diogo de Malhadas -Membro do conjunto “Os Bicharocos”
- Tiago de Malhadas -Membro do conjunto “Os Bicharocos”
- Marco de Malhadas -Membro do conjunto “Os Bicharocos”
- Daniel de Malhadas -Membro do conjunto “Os Bicharocos”